# Alain de Mijolla
Pour les articles homonymes, voir Mijolla.
Alain de Mijolla, né le 15 mai 1933 à Paris et mort le 24 janvier 2019 dans la même ville, est un psychiatre, psychanalyste et historien de la psychanalyse français.
Il est fondateur de l'Association internationale d'histoire de la psychanalyse (1985-2011) et auteur d'ouvrages sur l'évolution du mouvement psychanalytique français.

## Biographie
Docteur en médecine en 1962, Alain de Mijolla est analysé par Conrad Stein et Denise Braunschweig. Il est accepté comme membre adhérent de la Société psychanalytique de Paris en 1968, puis comme membre titulaire en 1975. Il a co-dirigé le séminaire de perfectionnement, fondé par Sacha Nacht, de l'Institut de psychanalyse (1974-1989).
Il est coorganisateur, avec Jacques Caïn, des Rencontres psychanalytiques d'Aix-en-Provence (1982-1991). Il est le fondateur, en 1985, de l'Association internationale d'histoire de la psychanalyse, dans laquelle il rassemble des spécialistes de l’historiographie freudienne, en dehors des associations officielles de psychanalyse,,. 
Il crée et dirige la Revue internationale d’histoire de la psychanalyse, publiée par les Puf, durant ses six ans d'existence (1988-1993) et dirige une collection d’historiographie freudienne, où paraissent notamment une traductions des Controverses Anna Freud-Melanie Klein, Les mères de la psychanalyse de Janet Sayers ou encore Le groupe des « Indépendants » et la psychanalyse britannique.

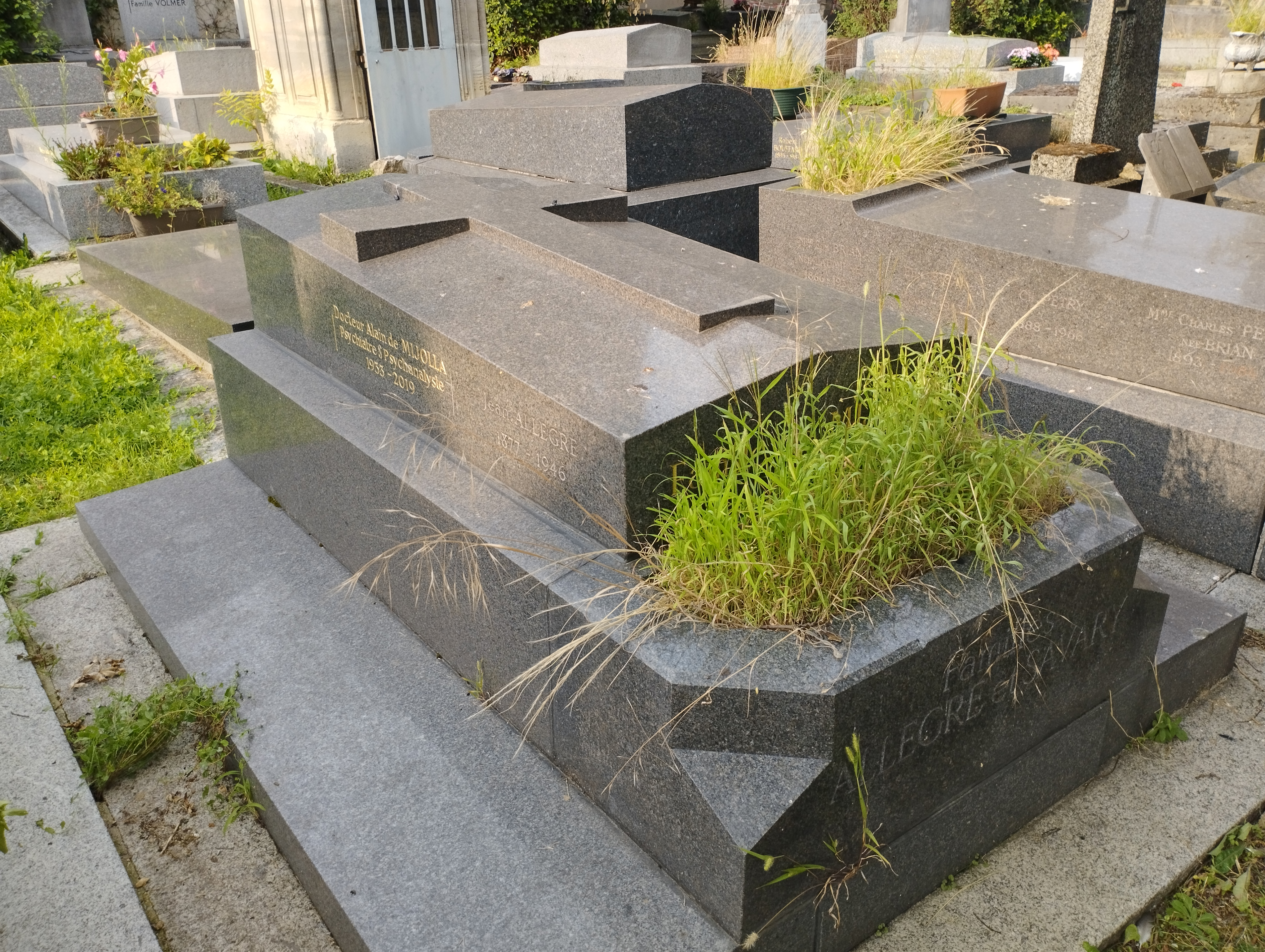
Tombe de Alain de Mijolla au cimetière de Charonne (division 1).

Il dirige l'édition du Dictionnaire international de la psychanalyse et plusieurs collections psychanalytiques, notamment « Confluents psychanalytiques » (27 volumes parus entre 1980 et 1993, aux Belles Lettres et « Histoire de la Psychanalyse » (1988-1998, 21 volumes publiés) aux Puf.
Il meurt à Paris, le 24 janvier 2019,. Il est inhumé au cimetière de Charonne (division 1).

## Travaux littéraires
Alain de Mijolla s'est tout particulièrement attaché à l'historiographie de la psychanalyse française, notamment dans ses ouvrages Freud et la France, 1885-1945 qui relate la « lente et pénible pénétration de la psychanalyse » dans ce pays, depuis le stage de Freud à l’hôpital de la Salpêtrière, dans le service de Jean-Martin Charcot jusqu'à la Libération, s'arrêtant avant les premières scissions institutionnelles au sein de la Société psychanalytique de Paris,. 
Il poursuit son étude de l'évolution de la psychanalyse française dans son ouvrage La France et Freud, le premier tome étudiant la pénible renaissance du mouvement en 1945, jusqu'à la première scission au sein de la société psychanalytique (1946-1953) et le second tome relatant la constitution d'un réseau autour de plusieurs sociétés, depuis la Société française de psychanalyse jusqu'à l'École freudienne de Paris.

## Distinctions
- 1976 : 14e prix Maurice Bouvet de psychanalyse, pour son article « La désertion du capitaine Rimbaud : enquête sur un fantasme d’identification inconscient d’Arthur Rimbaud »[11],[12].
- 2004 : Sigourney Award[13].

## Publications
- Pour une psychanalyse de l'alcoolisme, avec Salem Shentoub, 1973, rééd. Payot-poche, 2004  (ISBN 2-228-89911-9)
- Les Visiteurs du moi, fantasmes d'identification, Paris, Les Belles Lettres, 1981  (ISBN 2-251-33412-2).
- Freud, fragments d'une histoire, Paris, PUF, 2003  (ISBN 2-13-053360-4).
- Préhistoires de famille, PUF, 2004,  (ISBN 2-13-054344-8).
- Psychanalyse, avec Sophie de Mijolla-Mellor, Paul-Laurent Assoun et Raymond Cahn, Paris, PUF, 2008.
- (dir.) Dictionnaire international de la psychanalyse, 2 vol., Paris, Calmann-Lévy, [2002], 3e éd. 2013,  (ISBN 2818503396).
- Freud et la France, 1885-1945, PUF, 2010,  (ISBN 2-13-054515-7).
- La France et Freud T.1 1946-1953, PUF, 2012  (ISBN 978-2-13-058295-3). [lire en ligne]
- La France et Freud T.2 1954-1964, PUF, 2012  (ISBN 978-2-13-060787-8). [lire en ligne]
- 100 Questions sur Freud, Paris, La Boétie, coll. « 100 questions sur », 2014.
- Sabina, la « Juive » de Carl Jung, Paris, éditions Pierre-Guillaume de Roux, 2014  (ISBN 2363710894).
- L'identification selon Freud. Une notion en devenir, Paris, In Press, 2017
- Freud vivant, Paris, In Press, 2017  (ISBN 978-2-84835-414-9)
- (coll.) Le Rêve, son interprétation, Paris, 2018  (ISBN 978-2-84835-491-0)